# 内藤博
内藤 博（ないとう ひろし）は、日本のアマチュア野球選手である。ポジションは内野手。

## 来歴・人物
横浜一商高校では、一番打者、二塁手として1966年夏の甲子園に出場。2回戦ではエース植村秀明を擁する郡山高との延長10回の熱戦を制する。しかし準々決勝で松山商の西本明和に抑えられ敗退。
高校卒業後に日本コロムビアに入社、新人ながら1967年の都市対抗に二塁手として出場。しかし1971年には野球部の解散により日本鋼管に移る。1973年の都市対抗では二番打者、遊撃手として活躍、古屋英雄、上岡誠二ら強力投手陣の好投もあって勝ち進む。ベース１周14秒2の快速を活かし、準々決勝では小西酒造から5盗塁、都市対抗での1試合最多盗塁を記録した。決勝では日産自動車に大勝、初優勝を飾る。同大会の小野賞を獲得、社会人ベストナインにも選出され、インターコンチネンタルカップ日本代表となる。同年のドラフト会議において、日本ハムファイターズから3位指名されたが拒否。1976年の都市対抗では、10年連続出場選手として表彰を受ける。